# Arytera microphylla
Arytera microphylla là một loài thực vật có hoa trong họ Bồ hòn. Loài này được (Benth.) Radlk. mô tả khoa học đầu tiên năm 1879.